# Bösebruch
Der Bösebruch ist ein Naturschutzgebiet in der niedersächsischen Gemeinde Wahrenholz in der Samtgemeinde Wesendorf im Landkreis Gifhorn.
Das Naturschutzgebiet mit dem Kennzeichen NSG BR 074 ist circa 194 Hektar groß. Im Süden grenzt es an das Naturschutzgebiet „Ise mit Nebenbächen“. Nach Osten, Süden und Westen ist es vom Landschaftsschutzgebiet „Ostheide“ umgeben. Etwas östlich erstreckt sich das Naturschutzgebiet „Großes Moor“. Das Gebiet steht seit dem 3. Januar 1986 unter Naturschutz. Zum 30. November 2019 wurde das ursprünglich circa 195 Hektar große Naturschutzgebiet auf seine heutige Fläche verkleinert, nachdem ein Randstreifen an der Ise in dem 2018 ausgewiesenen Naturschutzgebiet „Ise mit Nebenbächen“ aufgegangen war. Zuständige untere Naturschutzbehörde ist der Landkreis Gifhorn.
Das Naturschutzgebiet liegt nordwestlich von Neudorf-Platendorf und südöstlich von Wesendorf. Es stellt ein Waldgebiet mit Kiefern- und Fichtenbeständen im Niederungsbereich von Ise und Beberbach unter Schutz. Das Waldgebiet wird von mehreren Bachläufen durchzogen. An einigen Stellen sind Tümpel zu finden. Im Süden sind Grünlandflächen in das Naturschutzgebiet einbezogen.